# Абдуллаев, Ислам Абдул оглы
Ислам Абдул оглы Абдуллаев (азерб. İslam Əbdül oğlu Abdullayev, 1876, Шуша — 22 сентября 1964, Баку, Азербайджанская ССР, СССР) — азербайджанский певец-ханенде, исполнитель мугама, Заслуженный артист Азербайджанской ССР (1949).

## Биография
Ислам Абдуллаев родился в 1876 году в городе Шуша. Изучал мугам под началом музыковеда Мир Мохсуна Навваба, ханенде Гаджи Гуси и некоторых других карабахских исполнителей мугама. Начал выступать вместе с таристом Мирзой Садыхом Асад оглы, известным также, как Садыхджан.
Ислам Абдуллаев также работал директором музыкального училища в Шуше. Сыграл огромную роль в обучении таких ханенде, как Хан Шушинский, Ягуб Мамедов, Сахиб Шюкюров. В Гяндже певец организовал оркестр народных инструментов. В 1949 году Исламу Абдуллаеву было присвоено имя заслуженного артиста Азербайджана. Ближе к концу жизни переехал в Агдам, где преподавал искусство мугама.
Скончался певец в 1964 году в Баку.

## Творчество
Ислам Абдуллаев известен в истории азербайджанской музыки, как исполнитель мугама Сегях и прочих его разновидностей — «Забул-Сегях», «Сегях Мирзы Хусейна», «Орта Сегях», «Харидж Сегях». За удивительное исполнение этих сегяхов певец и получил прозвище Сегях Ислам.
Ислам Абдуллаев был известен и за пределами Азербайджана. Так в 1910—1915 гг. звукозаписывающими фирмами «Спорт-Рекорд» и «Экстрафон» мугамы «Сегях», «Баяты-Шираз», «Шахназ», «Шюштер» и несколько теснифов, исполненные Исламом Абдуллаевым, были записаны на грампластинки.